# Synagoga Chesed El w Jerozolimie
Synagoga Chesed El w Jerozolimie (hebr. בית הכנסת חסדאל) – synagoga znajdująca się w Dzielnicy Żydowskiej Starego Miasta w Jerozolimie, przy ulicy Chabad.
Synagoga została zbudowana w 1853 roku przez żydowskich emigrantów z Iraku. Znajdowała się przy niej jesziwa i biblioteka. Po I wojnie izraelsko-arabskiej z 1948 roku synagoga została zamknięta i stała się własnością arabskiej rodziny. Po wojnie sześciodniowej z 1967 roku budynek stał się centrum ruchu religijnego Bene Akiwa i nie pełni obecnie funkcji synagogi.